# 三ヶ日テレビ中継局
三ヶ日テレビ中継局（みっかびテレビちゅうけいきょく）は、静岡県浜松市浜名区に置かれているテレビ中継局。

## 所在地
- 浜松市浜名区三ヶ日町釣（滝の入山）[1][2][3][4]

## 中継局概要

### デジタルテレビ放送
| リモコン 番号 | 放送局名            | チャンネル 番号 | 空中線 電力 | ERP  | 偏波面   | 放送対象地域 | 放送区域 内世帯数 | 運用開始日    |
| ------------- | ------------------- | --------------- | ----------- | ---- | -------- | ------------ | ----------------- | ------------- |
| 1             | NHK静岡 総合        | 32              | 1W          | 3W   | 水平偏波 | 静岡県       | 約3,200世帯       | 2008年8月25日 |
| 2             | NHK静岡 教育        | 36              | 1W          | 3W   | 水平偏波 | 全国         | 約3,200世帯       | 2008年8月25日 |
| 4             | SDT 静岡第一テレビ  | 53 → 45         | 1W          | 2.7W | 水平偏波 | 静岡県       | 約3,200世帯       | 2008年8月25日 |
| 5             | SATV 静岡朝日テレビ | 49              | 1W          | 2.7W | 水平偏波 | 静岡県       | 約3,200世帯       | 2008年8月25日 |
| 6             | SBS 静岡放送        | 40              | 1W          | 2.8W | 水平偏波 | 静岡県       | 約3,200世帯       | 2008年8月25日 |
| 8             | SUT テレビ静岡      | 38              | 1W          | 2.8W | 水平偏波 | 静岡県       | 約3,200世帯       | 2008年8月25日 |

#### 放送エリア
- 浜松市浜名区の一部[3][4]

#### 歴史
- 2008年
  - 7月11日 - 予備免許交付[3]
  - 8月22日 - 本免許交付
  - 8月25日 - 本放送開始[1]

#### 補足
- SDTのチャンネルはリパックのため、2011年11月7日から11月20日の期間に53chから45chに変更された[5]。

### アナログテレビ放送
| チャンネル 番号 | 放送局名            | 空中線 電力       | ERP               | 偏波面   | 放送対象地域 | 放送区域 内世帯数 | 運用開始日     | 放送終了日    |
| --------------- | ------------------- | ----------------- | ----------------- | -------- | ------------ | ----------------- | -------------- | ------------- |
| 37              | NHK静岡 総合        | 映像10W/ 音声2.5W | 映像31W/ 音声7.7W | 水平偏波 | 静岡県       | 約3,000世帯       | 1970年3月6日   | 2011年7月24日 |
| 39              | NHK静岡 教育        | 映像10W/ 音声2.5W | 映像31W/ 音声7.7W | 水平偏波 | 全国         | 約3,000世帯       | 1970年3月6日   | 2011年7月24日 |
| 41              | SBS 静岡放送        | 映像10W/ 音声2.5W | 映像29W/ 音声7.2W | 水平偏波 | 静岡県       | 約3,000世帯       | 1971年9月17日  | 2011年7月24日 |
| 43              | SUT テレビ静岡      | 映像10W/ 音声2.5W | 映像29W/ 音声7.2W | 水平偏波 | 静岡県       | 約3,000世帯       | 1971年9月18日  | 2011年7月24日 |
| 45              | SATV 静岡朝日テレビ | 映像10W/ 音声2.5W | 映像27W/ 音声6.9W | 水平偏波 | 静岡県       | 約3,000世帯       | 1981年3月13日  | 2011年7月24日 |
| 47              | SDT 静岡第一テレビ  | 映像10W/ 音声2.5W | 映像27W/ 音声6.9W | 水平偏波 | 静岡県       | 約3,000世帯       | 1983年12月16日 | 2011年7月24日 |

- 全局2011年7月24日の正午をもって放送終了し、デジタルテレビ放送に完全移行した。